# Friesea oleia
Friesea oleia är en urinsektsart som beskrevs av Christiansen och Bellinger 1992. Friesea oleia ingår i släktet Friesea och familjen Neanuridae. Inga underarter finns listade i Catalogue of Life.